# Fondamente
Fondamente település Franciaországban, Aveyron megyében. Lakosainak száma 335 fő (2022. január 1.). Fondamente Le Clapier, Cornus, Marnhagues-et-Latour, Montagnol, Saint-Beaulize, Ceilhes-et-Rocozels és Roqueredonde községekkel határos.

## Népesség
A település népessége az elmúlt években az alábbi módon változott:
| Lakosok száma | 361  | 295  | 316  | 277  | 324  | 326  | 327  | 334  | 334  | 335  |
|               | 1968 | 1982 | 1990 | 2006 | 2013 | 2015 | 2017 | 2019 | 2020 | 2022 |